# Enzo Fortuny
Enzo Favio Fortuny Romero (Ciudad de México, 7 de junio de 1981) es un actor y director de doblaje mexicano. Ha sido actor de voz de personajes tales como Inuyasha en la serie de anime homónima y Yukito Tsukishiro en Sakura Card Captor. Fue la voz principal del canal de cable Disney XD en Hispanoamérica de 2009 a 2018. Además, es la voz oficial de doblaje de los artistas estadounidenses Drake Bell y Elijah Wood.

## Biografía
Enzo Favio Fortuny Romero nació en Ciudad de México el 7 de junio de 1981. Empezó su carrera en el doblaje a los 9 años gracias al actor de voz Héctor Bonilla. Como eran vecinos, Bonilla invitó al pequeño Enzo a que participara en un taller de doblaje. Su participación en Cartoon Network en el 2000 como la voz de Inuyasha lo ha llevado a conformar parte de «Los Inuyashos» junto a Ana Lobo (Kagome Higurashi), Gabriel Basurto (Sesshomaru y Jaken), Georgina Sánchez (Kikyo) y Liliana Barba (Sango). 
De su participación en el 2004 como Drake Parker de la serie de Nickelodeon Drake & Josh.Una de las frases más recordadas de Drake Parker es la pronunciada por Enzo en el doblaje al español latino durante el capítulo 14 de la tercera temporada. En “Theather Thug”, Josh es contratado para interpretar a un ladrón de cines en un programa sobre criminales, Drake también se une al proyecto como un extra. Cuando Josh comienza el asalto preguntando: “¿Y los billetes?”, Drake contesta: “Oye, tranquilo viejo”.

## Filmografía

### Anime
- 1997-1998: Neon Genesis Evangelion como Makoto Hyūga[6]
- 1998-2000: Cardcaptor Sakura como Yukito Tsukishiro[7]
- 2000: Shinzo como Mushra
- 2000: Hajime no Ippo como Yūsuke Oda
- 2001: Digimon Adventure 02 como Tai Kamiya[7]
- 2002-2006: InuYasha como Inuyasha[7]
- 2003: MegaMan NT Warrior como Lan Hikari[8]
- 2006: Naruto como Kiba Inuzuka[7]
- 2017: Fate/Apocrypha como Shirō Kotomine
- 2013-2022: Shingeki no Kyojin como Floch Forster[9]
- 2021-2024: Jujutsu Kaisen como Yūji Itadori[10]
- 2021: Kaguya-sama: Love Is War como Miyuki Shirogane[11]
- 2021: Shūmatsu no Valkyrie como Adán[12]
- 2022: Haikyuu como Akiteru Tsukishima
- 2022: Katekyō Hitman Reborn! como Dino
- 2022: Fairy Tail como Natsu Dragneel
- 2023: TRIGUN STAMPEDE como Vash Estampida[13]
- 2025: Tōgen Anki como Jin Kougasaki

### Series animadas
- 1997-1999: Doug como Doug Narinas
- 2000: ¡Oye, Arnold! como Arnold[14]
- 2002: Kim Possible como Ron Imparable[15]
- 2011: Lego Ninjago: Maestros del Spinjitzu como Cole Bucket.

### Series de televisión
- 2002: Malcolm in the Middle como Francis Wilkerson[2]
- 2004-2007: Drake & Josh como Drake Parker[2]
- 2007-2012: Gossip Girl como Chuck Bass
- 2005-2009 Grey's anatomy como George o' malley

### Videojuegos
- 2015: Mortal Kombat X como Takeda Takahashi[16]
- 2016: Quantum break como Jack Joyce (Shawn Ashmore)
- 2017: The Legend of Zelda: Breath of the Wild como Revali[17]
- 2018: God of War (videojuego de 2018) como Sindri
- 2022: God of War: Ragnarök como Sindri